# Jeżynkowate
Jeżynkowate (Congiopodidae) – rodzina niewielkich morskich ryb skorpenokształtnych (Scorpaeniformes), obejmująca kilka gatunków występujących w przybrzeżnych wodach oceanicznych półkuli południowej, na głębokościach do 500 m.

## Budowa
Przód ciała jest wzniesiony i wygarbiony, w stronę ogona lekko bocznie ścieśniony. Pysk jeżynkowatych jest stosunkowo długi. Ciało bez łusek, czasem pokryte gruzełkami i brodawkami skórno-kostnymi. Jeden otwór nozdrzowy na każdej stronie. Zredukowany otwór skrzelowy położony jest nad nasadą płetwy piersiowej. Linia boczna zazwyczaj dobrze rozwinięta. Płetwy grzbietowe połączone, poza rodzajem Zanclorhynchus, u którego są oddzielone. Przednia jej część jest wysoka, rozpostarta na od 8 do 21 silnych i ostrych kolcach. Druga część płetwy grzbietowej ma 8–14 promieni miękkich. W płetwie odbytowej występuje do 3 kolców i 5–10 promieni miękkich. Płetwy piersiowe z 8–12 promieniami. Liczba kręgów: 28–39. Maksymalna długość ciała wynosi około 80 cm.

## Klasyfikacja
Rodzaje zaliczane do tej rodziny:
Alertichthys — Congiopodus — Perryena — Zanclorhynchus
Rodzajem typowym jest Congiopodus.
Dla rodzaju Perryena proponowane jest utworzenie nowej rodziny Perryenidae.

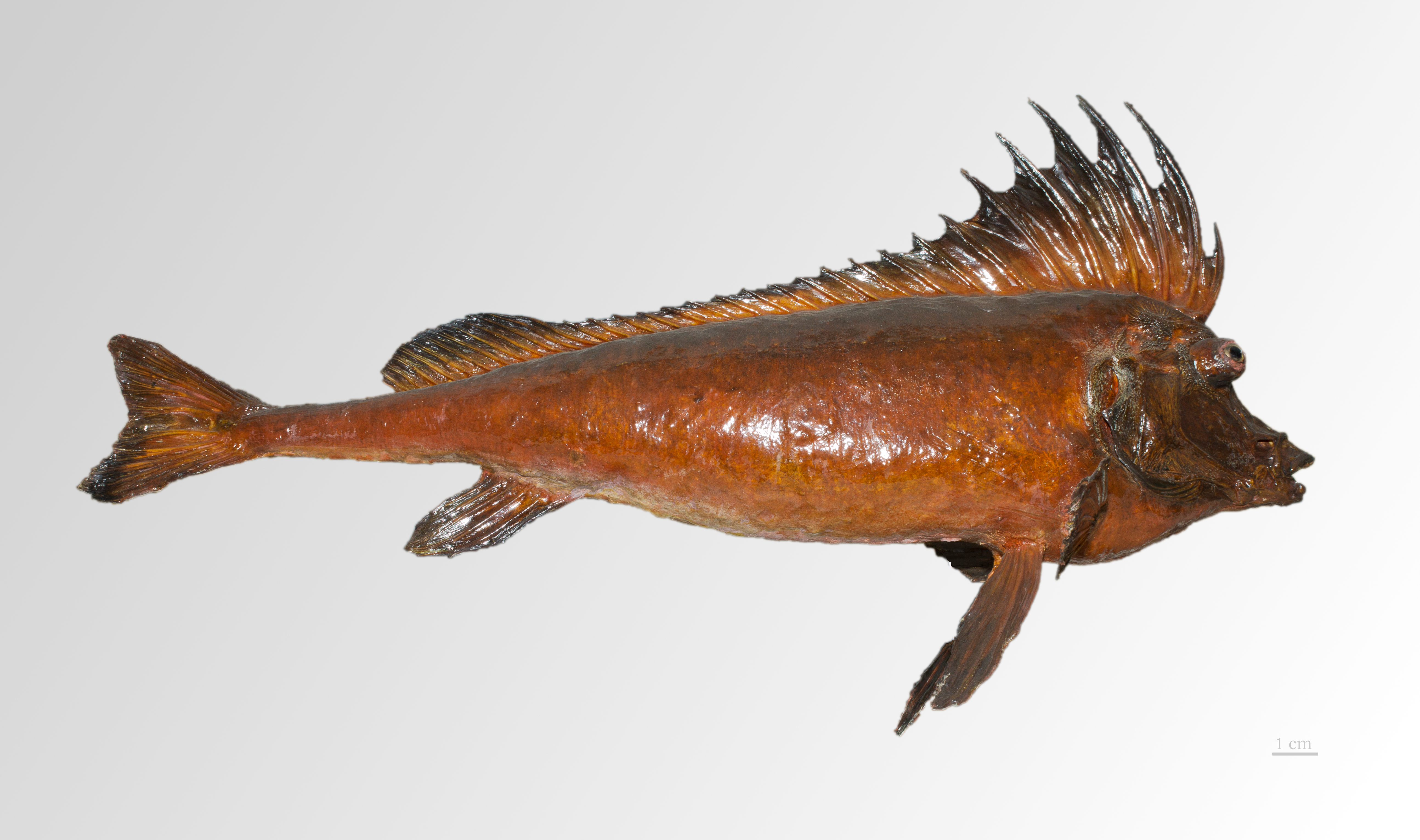
Congiopodus torvus